# Coleophora vancouverensis
Coleophora vancouverensis é uma espécie de mariposa do gênero Coleophora pertencente à família Coleophoridae.